# Gouvernement Craxi I
 (septembre 2023).
Si vous disposez d'ouvrages ou d'articles de référence ou si vous connaissez des sites web de qualité traitant du thème abordé ici, merci de compléter l'article en donnant les références utiles à sa vérifiabilité et en les liant à la section « Notes et références ».
République italienne
Fanfani V Craxi II
Le gouvernement Craxi I (Governo Craxi I, en italien) est le quarante-deuxième gouvernement de la République italienne du 4 août 1983 au 1er août 1986, durant la neuvième législature du Parlement.

## Coalition et historique
Dirigé par le nouveau président du Conseil des ministres socialiste Bettino Craxi, il est soutenu par une coalition entre la Démocratie chrétienne (DC), le Parti socialiste italien (PSI), le Parti républicain italien (PRI), le Parti social-démocrate italien (PSDI), et le Parti libéral italien (PLI), qui disposent ensemble 366 députés sur 630 à la Chambre des députés, soit 58,1 % des sièges, et 182 sénateurs sur 322 au Sénat de la République, soit 56,5 % des sièges. Il s'agit du premier gouvernement italien d'après-guerre dirigé par un socialiste.
Il a été formé à la suite des élections générales anticipées des 26 et 27 juin 1983, convoquées après la démission des ministres socialistes du cinquième gouvernement d'Amintore Fanfani, formé par la DC, le PSI, le PSDI et le PLI. Il a été remplacé par le gouvernement Craxi II, constitué de la même coalition, après avoir perdu un vote concernant un décret-loi sur lequel il avait engagé sa responsabilité.

## Composition

### Initiale (4 août 1983)
| Poste                                                                                               | Titulaire | Titulaire                                                  | Parti |
| --------------------------------------------------------------------------------------------------- | --------- | ---------------------------------------------------------- | ----- |
| Président du Conseil des ministres                                                                  |           | Bettino Craxi                                              | PSI   |
| Vice-président du Conseil des ministres                                                             |           | Arnaldo Forlani                                            | DC    |
| Sous-secrétaire d'État à la présidence du Conseil des ministres Secrétaire du Conseil des ministres |           | Giuliano Amato                                             | PSI   |
| Ministres sans portefeuille                                                                         |           |                                                            |       |
| Ministre pour les Affaires régionales                                                               |           | Pier Luigi Romita (jusqu'au 30/07/1984) Carlo Vizzini      | PSDI  |
| Ministre pour la Coordination des initiatives pour la recherche scientifique et technologique       |           | Luigi Granelli                                             | DC    |
| Ministre pour la Coordination des politiques communautaires                                         |           | Francesco Forte (jusqu'au 09/05/1985) Loris Fortuna        | PSI   |
| Ministre pour la Coordination de la protection civile                                               |           | Vincenzo Scotti (jusqu'au 26/03/1984) Giuseppe Zamberletti | DC    |
| Ministre pour l'Écologie                                                                            |           | Alfredo Biondi (jusqu'au 31/07/1985) Valerio Zanone        | PLI   |
| Ministre pour la Fonction publique                                                                  |           | Remo Gaspari                                               | DC    |
| Ministre pour les Interventions extraordinaires pour le Mezzogiorno                                 |           | Salverino De Vito                                          | DC    |
| Ministre pour les Relations avec le Parlement                                                       |           | Oscar Mammì                                                | PRI   |
| Ministres                                                                                           |           |                                                            |       |
| Ministre des Affaires étrangères                                                                    |           | Giulio Andreotti                                           | DC    |
| Ministre de l'Intérieur                                                                             |           | Oscar Luigi Scalfaro                                       | DC    |
| Ministre des Grâces et de la Justice                                                                |           | Mino Martinazzoli                                          | DC    |
| Ministre du Budget et de la Programmation économique                                                |           | Pietro Longo (jusqu'au 13/07/1984)                         | PSDI  |
| Ministre du Budget et de la Programmation économique                                                |           | Bettino Craxi (intérim)                                    | PSI   |
| Ministre du Budget et de la Programmation économique                                                |           | Pier Luigi Romita (à partir du 30/07/1984)                 | PSDI  |
| Ministre des Finances                                                                               |           | Bruno Visentini                                            | PRI   |
| Ministre du Trésor                                                                                  |           | Giovanni Goria                                             | DC    |
| Ministre de la Défense                                                                              |           | Giovanni Spadolini                                         | PRI   |
| Ministre de l'Instruction publique                                                                  |           | Franca Falcucci                                            | DC    |
| Ministre des Travaux publics                                                                        |           | Franco Nicolazzi                                           | PSDI  |
| Ministre de l'Agriculture et des Forêts                                                             |           | Filippo Maria Pandolfi                                     | DC    |
| Ministre des Transports                                                                             |           | Claudio Signorile                                          | PSI   |
| Ministre des Postes et des Télécommunications                                                       |           | Antonio Gava                                               | DC    |
| Ministre de l'Industrie, du Commerce et de l'Artisanat                                              |           | Renato Altissimo                                           | PLI   |
| Ministre de la Santé                                                                                |           | Costante Degan                                             | DC    |
| Ministre du Commerce extérieur                                                                      |           | Nicola Capria                                              | PSI   |
| Ministre de la Marine marchande                                                                     |           | Gianuario Carta                                            | DC    |
| Ministre des Participations de l'État                                                               |           | Clelio Darida                                              | DC    |
| Ministre du Travail et de la Sécurité sociale                                                       |           | Gianni De Michelis                                         | PSI   |
| Ministre pour les Biens culturels et environnementaux                                               |           | Antonio Gullotti                                           | DC    |
| Ministre du Tourisme et du Divertissement                                                           |           | Lelio Lagorio                                              | PSI   |

## Soutien parlementaire

### Votes de confiance
| Date         | Chambre                | Votants | Majorité | Pour | Contre | Résultat |
| ------------ | ---------------------- | ------- | -------- | ---- | ------ | -------- |
| 12 août 1983 | Chambre des députés    | 604     | 303      | 361  | 243    | Accordée |
| 13 août 1983 | Sénat de la République | 305     | 153      | 185  | 120    | Accordée |